# 아르테미스 4호

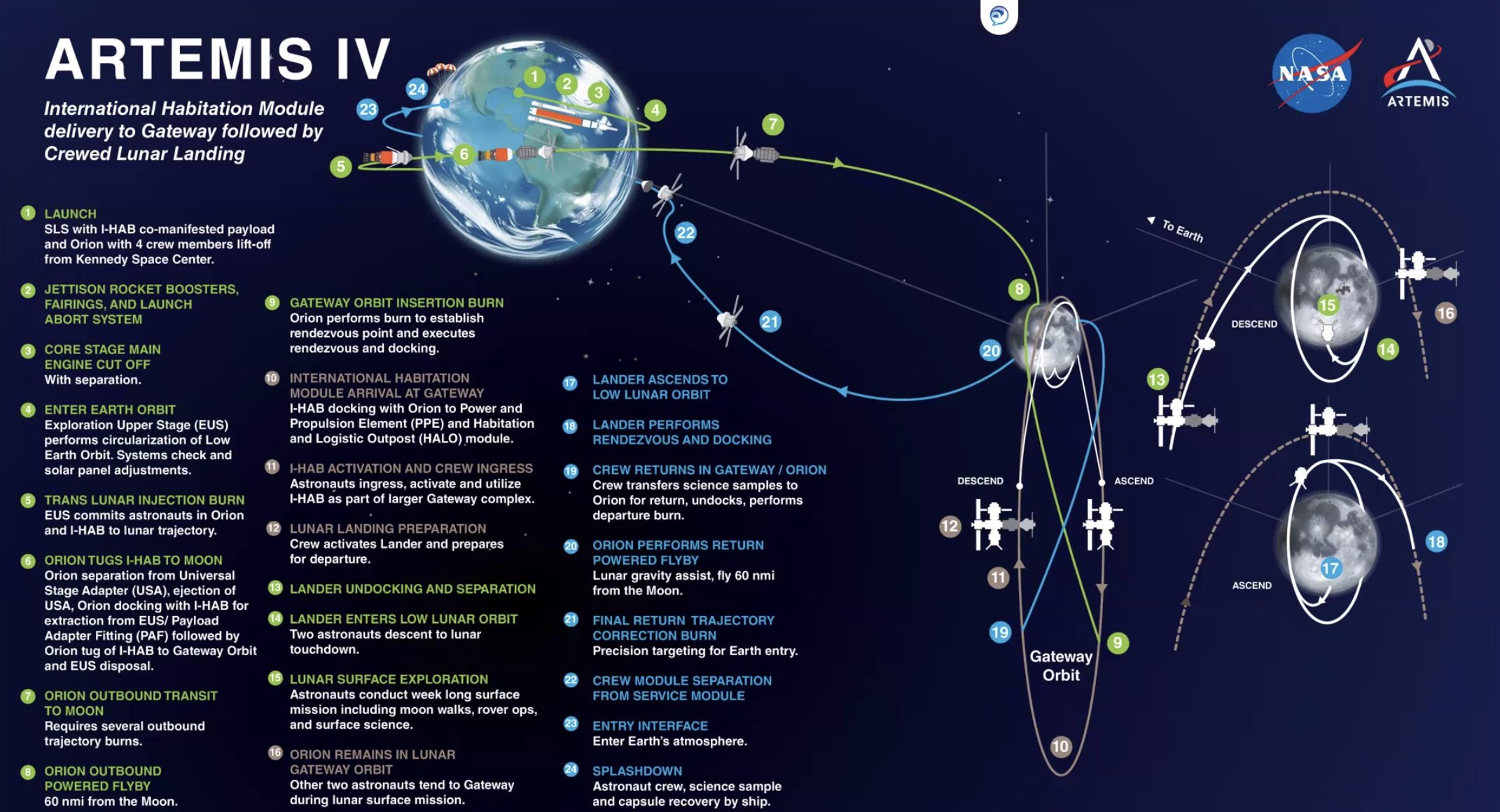
아르테미스 4호 임무 계획 요약

아르테미스 4호(Artemis 4, 공식 명칭: 아르테미스 IV, Artemis IV)는 NASA가 주도하는 아르테미스 계획의 계획된 임무이다. 임무에는 우주 발사 시스템(SLS) 발사체의 네 번째 사용, 우주비행사 4명이 탑승한 오리온 우주선을 루나 게이트웨이 우주 정거장으로 보내고, 게이트웨이에 새 모듈을 설치하고, 아르테미스 계획의 두 번째 달 착륙이 포함된다.

## 개요
이 임무는 루나 게이트웨이 우주 정거장의 국제 거주 모듈(I-Hab)을 전달하고 설치하는 것이다. 아이합(I-Hab)은 유럽 우주국과 일본 우주국 JAXA가 공동으로 개발 중이다. 이 임무는 아이합을 첫 번째 게이트웨이 요소인 동력 및 추진 요소와 주거 및 물류 전초기지에 도킹하는 것이다.
도킹 후 우주비행사들은 역시 정거장에 도킹된 스타십 HLS 차량에 탑승하게 된다. 이 비행사은 며칠 동안 머물기 위해 HLS 착륙선을 타고 달 표면으로 내려갈 것이다.
아르테미스 IV호는 우주 발사 시스템의 블록 1B 버전의 첫 번째 비행이 될 것이다. 블록 1B의 경우 SLS 블록 1에 사용된 임시 극저온 추진 단계가 보다 강력한 탐사 상부 단계로 교체되어 로켓의 달 횡단 분사 능력이 >27 t(60,000 lb)에서 >42 t(93,000 lb)로 증가된다. 이러한 성능 향상으로 아이합은 오리온 우주선과 함께 발사될 수 있다.
2023년 3월 기준 아르테미스 IV호는 2028년 9월에 발사될 예정이다.